# Праздник (фильм, 1988)
«Праздник» — короткометражный фильм. Был снят в качестве курсовой работы в 1988 году.

## Сюжет
Обычный праздничный день. За окнами грохочет музыка, провозглашаются лозунги. А в жизни свои комедии и трагедии.

## Время и место действия
- СССР.

## Съёмочная группа
- Авторы сценария: Толкачиков, Владимир Александрович. Смирнов, Андрей Николаевич
- Режиссёр: Толкачиков, Владимир Александрович
- Оператор: Бондарев, Сергей Тарасович
- Художник: Перевеслов, Александр Львович

## Призы
- Приз зрительских симпатий на кинофестивале «Молодость» в Киеве (1988).